# Калосо
Кало̀со (на италиански: Calosso; на пиемонтски: Caloss, Калос) е село и община в Северна Италия, провинция Асти, регион Пиемонт. Разположено е на 399 m надморска височина. Населението на общината е 1351 души (към 2010 г.).